# 伊豆赤十字病院
伊豆赤十字病院（いずせきじゅうじびょういん）は、静岡県伊豆市にある医療機関である。日本赤十字社静岡県支部が設置する病院である。

## 沿革
- 1934年（昭和9年）10月 - 日本赤十字社静岡支部伊豆診療所として開設
- 1951年（昭和26年）7月 - 病院に昇格　  伊豆赤十字病院と名称変更
- 1952年（昭和27年）7月 - 東京電力健康保険組合沼津支部委託病棟(16床)モルタル平屋建一棟を建設
- 1956年（昭和31年）8月 - 東病棟（結核）鉄筋コンクリート造2階建一棟建設
- 1967年（昭和41年）11月 - 二次救急医療機関指定
- 1968年（昭和43年）7月 - 東館鉄筋コンクリート造2階建一棟建設
- 1994年（平成6年）12月 - 病院新改築工事　着工
- 1997年（平成9年）
  - 3月 - 病院新改築工事　竣工
  - 4月 - 一般病床7床　増床許可（一般89床、結核30床、伝染25床）
  - 10月 - 結核病床廃止許可（一般89床、伝染25床）
- 1999年（平成11年）
  - 3月 - 伝染病床廃止許可（一般89床）
  - 7月 - 小児科夜間診療開始
- 2000年（平成12年）
  - 2月 - 一般病床5床増床許可
  - 2月 - 1階売店、介護展示コーナー増築工事
- 2002年（平成14年）
  - 4月 - 伊豆赤十字介護老人保健施設グリーンズ修善寺開設（入所90床、短期10床、通所30名）
- 2003年（平成15年）
  - 3月 - ＭＲＩ装置導入（設置建物増築）
  - 12月 - 1階、2階、3階増築工事（内視鏡室、透析控室、病室）
- 2005年（平成17年）
  - 3月 - 2階、3階トイレ・浴室改修工事
- 2006年（平成18年）
  - 4月 - 産婦人科診療休診
  - 7月 - 婦人科診療（女性内科）開始
  - 10月 - 産科診療再開（医師1名）
- 2008年（平成20年）
  - 4月 - 政府管掌保険　健診業務認定
  - 9月 - Ⅹ線画像管理システム導入
- 2009年（平成21年）
  - 1月 - 健診システム導入
  - 2月 - 産科診療　再休診
  - 3月 - 歯科口腔外科　休診
  - 6月 - 1階外来診療室等の一部改修
  - 8月 - 全身用ＣＴ装置の更新およびレントゲン室の改修
- 2010年（平成22年）
  - 1月 - 腹腔鏡・超音波手術装置　導入
- 2011年（平成23年）
  - 2月 - フットケア外来開始（毎週火・金曜日）
  - 6月 - 禁煙外来開始（毎週水・金曜日）
  - 7月 - 骨密度健診実施（7月から12月）
- 2013年（平成25年）
  - 3月 - 非常用発電機増設
  - 4月 - 糖尿病外来開始(毎週火曜日　完全予約制)
  - 8月 - 療養病床開設により一般病床数変更（一般53床、療養41床）
- 2014年（平成26年）
  - 4月 - 女性医師による婦人科外来再開（毎週火・木曜日）
  - 4月 - 伊豆赤十字病院敷地内に静岡県赤十字血液センター伊豆供給出張所開設
- 2015年（平成27年）
  - 4月 - 女性医師による婦人科外来拡充（毎週月・火・木曜日）
- 2016年（平成28年）
  - 4月 - 夜間小児科診療再開（毎週月・火・木・金）
  - 9月 - 伊豆市在宅医療連携拠点事業受託
- 2018年（平成30年）
  - 6月 - 訪問看護ステーション伊豆日赤開設
  - 6月 - 二次救急医療機関に加え田方地区(旧修善寺管轄)救急医療休日輪番在宅当番受託(一次救急)
  - 6月 - 函南町婦人科健診委託医療機関受託［乳がん・子宮がん］

## 診療科
- 内科
- 小児科
- 外科
- 整形外科
- 泌尿器科
- 婦人科

### 特殊診療
- 人工透析
- 人間ドック

### 付帯施設
- 伊豆赤十字介護老人保健施設グリーンズ修善寺
- 訪問看護ステーション伊豆日赤

## 各種指定等
- 各種健康保険指定病院
- 労災保険指定病院
- 生活保護法指定病院
- 原爆被爆者疾病取扱病院

## 各種健診事業
- 政府管掌予防健診
- 特定健診・特定保健指導（伊豆市・伊豆の国市・函南町）
- 一般健診委託医療機関(生活習慣病)
- 婦人科健診委託医療機関［乳がん・子宮がん］（伊豆市・伊豆の国市・函南町）
- 国民健康保険人間ドック助成事業対象医療機関（伊豆市・伊豆の国市）
- 事業所健診

## 周辺の施設
- 伊豆市役所
- 修善寺図書館
- 市民文化センター
- 修善寺駅

## 交通アクセス
- 公共交通機関

　伊豆箱根鉄道駿豆線修善寺駅から
　徒歩：11分
　バス：東海バスC50河津駅行/C52・C57昭和の森会館行/C53特別養護老人ホーム天城の杜行/C54湯ヶ島行/C55・C58持越温泉行/C56・C59湯ヶ島温泉行/C61柿木大野行/C62柿木循環行/C74中伊豆温泉病院行/W39松崎行 約5分 「日赤前」下車
- マイカー

　東名高速道路沼津ICから31分(伊豆縦貫道、伊豆中央道、修善寺道路経由修善寺IC)

　新東名高速道路長泉沼津ICから31分(伊豆縦貫道、伊豆中央道、修善寺道路経由修善寺IC)　

## ホームページ
- 伊豆赤十字病院
- 伊豆赤十字介護老人保健施設グリーンズ修善寺